# Henri Tandonnet
Pour les articles homonymes, voir Tandonnet.
Henri Tandonnet, né le 14 décembre 1949 à Agen (Lot-et-Garonne), est un homme politique français.

## Biographie
Henri Tandonnet est issu d'une vieille famille d'avocats et d'armateurs du Sud-Ouest de la France. Avocat de profession, avoué près la Cour d'appel d'Agen depuis 1982, il fait son entrée en politique en étant élu maire de Moirax en 1983. Depuis, il a été réélu à chaque élection.
Il décide de se présenter aux élections sénatoriales de 2011 avec le soutien de Daniel Soulage, sénateur centriste sortant qui a décidé de ne pas se représenter. Le 25 septembre 2011, il est élu sénateur au deuxième tour.
Au Sénat, Henri Tandonnet s'investit sur les sujets liés aux affaires économiques, au développement durable, aux infrastructures de transports et aux collectivités territoriales.
Le Sénateur s'est également spécialisé sur les problématiques liées à l'eau. Il représente d'ailleurs le Sénat au sein du Comité national de l'eau (CNE)[source insuffisante], organisme consultatif placé auprès du ministre chargé de l’Environnement.

## Mandats

### Sénateur
- 1er octobre 2011 - 1er octobre 2017 : Sénateur de Lot-et-Garonne

### Maire
- 13 mars 1983 - 19 mars 1989 : maire de Moirax
- 19 mars 1989 - 25 juin 1995 : maire de Moirax
- 25 juin 1995 - 18 mars 2001 : maire de Moirax[7]
- 18 mars 2001 - 16 mars 2008 : maire de Moirax
- Depuis le 16 mars 2008 : maire de Moirax[8]

## Décorations
- : Chevalier de la Légion d'honneur (2021)[9]